# Тома Мермійо-Блонден
Тома Мермійо-Блонден (3 січня 1984 , Ансі ) - французький гірськолижник, учасник двох зимових Олімпійських ігор, призер етапів Кубка світу. Найуспішніше виступає в комбінації.

## Спортивна кар'єра
Займатися гірськими лижами Тома почав у три роки в Grand-Bornand Ski Club. На змаганнях під егідою FIS Мермійо-Блонден почав виступати наприкінці 1999 року. Того ж сезону він уперше виступив на етапах Північноамериканського Кубка. Перші кілька років французький гірськолижник здебільшого виступав лише в перегонах FIS, і досить часто потрапляв до трійки призерів. 2004 року Тома розпочав виступи і в Кубку Європи, але тривалий час йому не вдавалося набирати там залікових очок.
У Кубку світу Мермійо-Блонден дебютував 6 січня 2007 року на етапі у швейцарському місті Адельбоден. Там він виступив у гігантському слаломі, але не зміг кваліфікуватися на другу спробу. У лютому 2011 року Тома вперше потрапив до трійки найкращих на етапі Кубка світу, посівши третє місце в суперкомбінації у болгарському Бансько. Цей результат французький гірськолижник повторив ще п'ять разів. Найкраще досягнення Мермійо-Блондена в загальному заліку Кубка світу - 28-ме місце в сезоні 2012-2013. 2009 року він взяв участь у чемпіонаті світу, що відбувся у французькому Валь-д'Ізері. Там він посів 6-те місце в суперкомбінації.
На зимових Олімпійських іграх 2010 року у Ванкувері Мермійо-Блонден стартував у трьох дисциплінах. У суперкомбінації французький гірськолижник показав 19-й час, у слаломі він посів 21-ше місце, а дистанцію гігантського слалому Тома не зміг завершити.
2014 року Тома Мермійо-Блонден взяв участь у своїх других зимових Олімпійських іграх. Французький гірськолижник виступив у двох дисциплінах. У суперкомбінації Тома не зміг завершити другий вид змагальної програми, а в супергіганті показав 15-й час, поступившись першому місцю 1,39 секунди.
Використовує лижі та черевики виробництва фірми Salomon.

## Результати в Кубку світу
Усі результати наведено за даними Міжнародної федерації лижного спорту.

### Підсумкові місця в Кубку світу за роками
| Сезон | Вік | Загальний залік | Слалом      | Гігантський слалом | Супергігант | Швидкісний спуск | Гірськолижна комбінація |
| ----- | --- | --------------- | ----------- | ------------------ | ----------- | ---------------- | ----------------------- |
| 2008  | 24  | 113             | 60          | 43                 | —           | —                | —                       |
| 2009  | 25  | 86              | 37          | 43                 | —           | —                | 28                      |
| 2010  | 26  | 69              | 44          | 25                 | —           | —                | 29                      |
| 2011  | 27  | 61              | 44          | 34                 | —           | —                | 11                      |
| 2012  | 28  | 60              | 39          | 39                 | 62          | —                | 11                      |
| 2013  | 29  | 31              | 38          | 32                 | 22          | —                | 3                       |
| 2014  | 30  | 28              | —           | 30                 | 8           | —                | 3                       |
| 2015  | 31  | 78              | —           | —                  | 31          | —                | 17                      |
| 2016  | 32  | 40              | 48          | —                  | 29          | 50               | 2                       |
| 2017  | 33  | травмований     | травмований | травмований        | травмований | травмований      | травмований             |
| 2018  | 34  | 118             | —           | —                  | —           | —                | 24                      |
| 2019  | 35  | 111             | —           | —                  | —           | —                | 13                      |

### Потрапляння на п'єдестал
Усі результати наведено за даними Міжнародної федерації лижного спорту.
- 6 п'єдесталів – (4 СК, 1 K, 1 СГ)

| Сезон | Дата            | Місце проведення        | Дисципліна              | Місце |
| ----- | --------------- | ----------------------- | ----------------------- | ----- |
| 2011  | 26 лютого 2011  | Бансько (Болгарія)      | Суперкомбінація         | 3-тє  |
| 2012  | 12 лютого 2012  | Сочі (Росія)            | Суперкомбінація         | 3-тє  |
| 2013  | 27 січня 2013   | Кіцбюель (Австрія)      | Гірськолижна комбінація | 3-тє  |
| 2014  | 13 березня 2014 | Ленцергайде (Швейцарія) | Супергігант             | 2-ге  |
| 2016  | 22 січня 2016   | Кіцбюель (Австрія)      | Суперкобінація          | 3-тє  |
| 2016  | 19 лютого 2016  | Шамоні (Франція)        | Суперкомбінація         | 3-тє  |

## Результати на чемпіонатах світу
Усі результати наведено за даними Міжнародної федерації лижного спорту.
| Рік  | Вік | Слалом | Гігантський слалом | Супергігант | Швидкісний спуск | Гірськолижна комбінація |
| ---- | --- | ------ | ------------------ | ----------- | ---------------- | ----------------------- |
| 2009 | 25  | —      | —                  | —           | —                | 6                       |
| 2011 | 27  | —      | —                  | —           | —                | —                       |
| 2013 | 29  | —      | —                  | 21          | —                | Диск.2                  |
| 2015 | 31  | —      | —                  | —           | —                | 9                       |

## Результати на Олімпійських іграх
| Рік  | Вік | Слалом | Гігантський слалом | Супергігант | Швидкісний спуск | Гірськолижна комбінація |
| ---- | --- | ------ | ------------------ | ----------- | ---------------- | ----------------------- |
| 2010 | 26  | 21     | НФ1                | —           | —                | 19                      |
| 2014 | 30  | —      | —                  | 15          | —                | НФ2                     |